# تریپلو
تریپلو (به انگلیسی: Thriplow) یک محله مدنی و روستا در بریتانیا است که در کمبریج‌شر جنوبی واقع شده‌است. تریپلو ۸۴۷ نفر جمعیت دارد.